# Hirson
Hirson är en kommun i departementet Aisne i regionen Hauts-de-France i norra Frankrike. Kommunen ligger  i kantonen Hirson som ligger i arrondissementet Vervins. År 2022 hade Hirson 8 565 invånare.

## Befolkningsutveckling
Antalet invånare i kommunen Hirson
Referens: INSEE